# Hubert Eissner
Hubert Eissner (* 7. August 1897 in Köflach; † 16. August 1969) war ein österreichischer Nationalsozialist und Kreisleiter von Voitsberg.

## Leben
Eissner besuchte die Volksschule sowie die Haupt- und Fachschule. Später gab er an, in seiner Erziehung national geprägt worden zu sein. Im Ersten Weltkrieg kämpfte er an mehreren Fronten, wobei er sich mehrere Verletzungen zuzog und für seine Verdienste auch mehrmals ausgezeichnet wurde. Ab 1919 war Eissner Mitglied des Deutschen Turnerverbands und nahm an Turnieren teil. Eissner befand sich 1921 aus beruflichen Gründen in Schlesien und trat dort in den Freikorps Oberland bei. Als dessen Mitglied beteiligte er sich an der während der Aufstände in Oberschlesien stattgefundenen Erstürmung von St. Annaberg. Er kehrte nach Österreich zurück, wo er nach dem Tod seines Vaters dessen Mühle übernahm und sie weiterführte.
Ab 1927 war Eissner Mitglied des Steirischen Heimatschutzes. Im Mai 1933 war er an der Gründung des Fremdenverkehrs- und Verschönerungsvereines Köflach und Umgebung beteiligt und wurde dessen erster Obmann. Nachdem der Heimatschutz im Juni 1933 verboten wurde, wandte sich Eissner der ebenfalls illegalen NSDAP zu. Der Parteieintritt in die NSDAP erfolgte laut Aussage Eissners am 1. Mai 1934. Eissner selbst sah sich als gemäßigten Nationalsozialisten. Am 19. Februar 1934 wurde er wegen Waffenbesitzes erstmals verhaftet. Am Juli-Putsch der Nationalsozialisten beteiligte er sich nicht aktiv. Nach dem Scheitern des Putsches versuchte er zusammen mit anderen ehemaligen Heimatschützern, die NSDAP in die Vaterländische Front zu führen. Dieses Vorhaben scheiterte allerdings und Eissner wurden alle Funktionen in der Partei entzogen. Eissner selbst behauptete er wäre aus der Partei ausgeschlossen wurde, wofür es allerdings keine Belege gibt. Ein guter Kontakt zu Sepp Helfrich blieb allerdings bestehen.
Durch Fürsprache Helfrichs wirkte Eissner ab Jänner 1936 wieder verstärkt in der NSDAP mit. Im Juli 1936 wurde er Kreisleiter der nach wie vor illegalen Partei in Voitsberg. Allerdings konnte er sich in der Partei nicht behaupten und wurde im Mai 1937 wegen Befehlsverweigerung abgesetzt und durch Fritz Lecaks ersetzt. Eissner selbst gab später an, er habe Differenzen mit dem Kurs des NSDAP-Landesleiters Josef Leopold gehabt. Obwohl ihm alle Parteifunktionen entzogen worden waren, blieb Eissner unter Beobachtung der Behörden und wurde schließlich im November 1937 von der Staatspolizei verhaftet. Der Gauleiter der Vaterländischen Front Köflach setzte sich während des Prozesses für Eissner ein. Zu einer Verurteilung kam es aufgrund des Amnestieerlasses vom Februar 1938 allerdings nie. Zur Zeit der nationalsozialistischen Machtübernahme war Eisner nicht im aktiven Parteidienst, wurde aber laut Aussagen des burgenländischen Landeshauptmannes Tobias Portschy trotzdem für das Amt des Kreisleiters in Betracht gezogen. Parteiinterner Widerstand verhinderte aber seine Einsetzung. Eisner beantragte am 4. Juni 1938 die Aufnahme in die NSDAP und wurde rückwirkend zum 1. Mai desselben Jahres aufgenommen (Mitgliedsnummer 6.109.127).
Eissner wurde von Kreisleiter Anton Weissensteiner im Juli 1938 dazu überredet, wieder verstärkt in der Partei mitzuwirken. Weissensteiners Gründe dafür sind nicht bekannt, aber Eissner dürfte in der Voitsberger Bevölkerung sehr beliebt gewesen sein und Anhänger gehabt haben. Eissners erster Posten war das Amt des Vorsitzenden des Arbeitsausschusses des Fremdenverkehrsbezirksverbandes, ab Dezember 1938 Fremdenverkehrskreisverband, Voitsberg. Im Februar 1939 wurde Eissner von Anton Weißensteiner persönlich zum Berater in der Kreiswirtschaftsberatung ernannt.
Wenige Tage zuvor wurde Eissner, ebenfalls von Weißensteiner persönlich ernannt, zum Gemeinderat in Köflach. Ab August 1939 bekleidete er schließlich das Amt des Kreiswirtschaftsberaters. Als Weißensteiner im April 1940 zur Waffen-SS einrückte wurde Eissner erneut Kreisleiter. Ab November 1940 übernahm Eissner auch die Führung der NSDAP-Ortsgruppe Köflach. Im November 1941 wurde er nach Weißensteiners zweiter Einberufung zum Kriegsdienst endgültig Kreisleiter von Voitsberg. Am 30. Mai 1944 wurde Eissner zum Kreisleiter und Hauptabschnittsleiter ernannt. Während dieser Zeit führte er auch die eigene Mühle weiter und lebte von seinen Einnahmen als Kaufmann. Die Funktion des Kreisleiters ließ er sich nacht eigener Aussage nicht bezahlen. Am 16. Juni 1945 wurde Eissner in Köflach verhaftet und ins britische Internierungslager bei Wolfsberg überstellt. Im folgenden Prozess vor dem Volksgericht Graz wurde Eisner am 9. Jänner 1948 zu zehn Jahren schwerem Kerker verurteilt. Ein Jahr später reichte seine Mutter ein Gnadengesuch für ihn ein. Dieses wurde unter anderem auch von der SPÖ und der ÖVP des Bezirkes Voitsberg unterstützt. Bundespräsident Karl Renner gab dem Gesuch schließlich statt und begnadigte Eisner, der daraufhin am 13. Juli 1949 aus der Haft entlassen wurde. Danach lebte er wieder in Köflach.